# Ałcak
Ałcak (ros. Алцак) – wieś (ułus) w Rosji, w Buriacji, w rejonie dżydińskim. W 2010 liczyła 451 mieszkańców.